# Gears of War 3
Gears of War 3 é um jogo eletrônico de tiro em terceira pessoa desenvolvido pela Epic Games e publicada pela Microsoft Game Studios exclusivamente para o Xbox 360 em Setembro de 2011. É a terceira parte da série Gears of War. Gears 3 foi adicionado a retrocompatibilidade do Xbox One.

## Jogabilidade
Uma das atrações chaves deste jogo, será o modo cooperativo com quatro jogadores, e a introdução de três novas personagens femininas Samantha Byrne, Anya Stroud, e também Bernadette Mataki, sendo a última uma personagem conhecida das novelas do Gears of War, escritas por Karen Traviss. Outro personagem jogável será Jace Stratton, um soldado "durão" dos quadrinhos do Gears of War, e que tem seu nome mencionado em Gears of War 2. O novo jogo incluirá armas novas como a shotgun de cano duplo a "escopeta serrada" que como seu próprio nome diz, possui canos serrados que proporcionam um amplo poder de destruição e pode aniquilar vários oponentes de uma vez, mas sua eficacia é zero além da distância corpo-a-corpo, e a "Lancer Retro" da época das "Pendulum Wars", que possui uma baioneta normal, e não um motoserra como em Geas of War 1 e 2. Em uma edição de junho do informativo da Epic games, outras novas armas foram reveladas como a Granada incendiária, uma nova arma "Digger Launcher", que dispara piranhas que se deslocam abaixo do solo e emergem logo abaixo do inimigo, e um novo rifle chamado "Tiro Fatal", que pode derrubar um adversário com apenas um disparo. A pistola Gorgon se tornou uma arma completamente automática, e será chamada de Gorgon SMG.
Uma armadura robótica, estará disponível em algumas partes do jogo, munida de um lançador de foguetes em uma das mãos e uma metralhadora na outra. Esta armadura de combate possuirá dois modos básicos de operação:
- Modo assalto, onde a armadura será controlada como um personagem;
- Modo estacionário, onde a armadura permanecerá travada em sua localização atual, gerando grande defesa e também servindo de cobertura para outros Gears;

## Multijogador
Gears of war 3 inclui um modo chamado "Beast". Este modo é exatamente o modo oposto ao "Horde" do Gears of War 2, onde o jogador atacará Gears como locust. Após matar diversos adversários, upgrades estarão disponíveis para que o jogador possa ascender a uma classe mais forte de Locust. O modo "Horde" também estará incluído neste jogo.

## Modo de jogo
No jogo temos 4 modos, o casual (para jogadores calmos), o normal (onde a jogabilidade e moderada),o dificil (que é para jogadores que buscam algum desafio),  e o mais dificil o insano (para um verdadeiro desafio, onde os gamers testam suas verdadeiras habilidades).
Outros modos: Capture o líder, Horda, Besta.

## Sinopse
Dezoito meses após a queda de Jacinto, os Gears estão vivendo em uma unidade aérea chamada Raven's Nest. O governo debandou/desmantelou, e a "imulsion", o líquido que provinha energia as cidades de Sera, infectou e mutilou membros dos Locust, tornando-os Lambent.
De acordo com Cliff Bleszinski, o jogo irá responder a grande parte das perguntas que os jogadores fazem sobre a história do mundo, e o que se passa. A história está sendo escrita por uma notável escritora de novelas do Star Wars Expanded Universe, Karen Traviss, que criou duas nas novelas da série Gears of War e está trabalhando na terceira.
A Epic Games também revelou que Clayton Carmine, irmão de Anthony e Benjamin dos dois jogos passados, aparece em Gears of War 3. Uma votação será feita de 29 de julho a 2 de setembro de 2010, para ver se Carmine irá viver ou morrer, baseado na quantidade de camisetas de avatar compradas na Xbox live. Adicionalmente, camisetas na vida real estarao disponíveis na San Diego Comic-Con, e a compra destas também incorrerá em pontos na votação.

## Marketing
Gears of War 3 foi demonstrado no Late Night with Jimmy Fallon por Cliff Bleszinski, com um trailer. Após sua revelação oficial, uma propaganda do jogo foi acidentalmente parar na Xbox Live. A canção que toca no trailer é chamada 'Heron Blue' por Sun Kil Moon. O trailer de lançamento também foi mostrado na Dashboard do Xbox 360 em 14 de abril de 2010. Um demo ao vivo foi mostrado na apresentação da Microsoft na E3 de 2010.

## Personagens
No jogo temos como principal e único personagem jogável (no modo história) Marcus fênix, como secundários temos Dominic "Dom" Santiago, o seu melhor amigo e temos Damon Baird e Augustus Cole como secundários, e os Carmine que se alteram ao longo da serie.

## Recepção
O jogo foi bem recebido pelo publico e crítica. O site especializado em jogos eletrônicos IGN, deu uma nota de 10.0 para o jogo.[carece de fontes?]